# Kadis.ru
Kadis.org — один из ведущих российских региональных интернет-порталов правовой тематики, основанный в 1997 году. Сайт специализируется на освещении юридической информации.
Разработка и наполнение правового портала осуществляются специалистами одноимённого информационного центра.

## Специализация
Правовой портал специализируется на распространении юридической информации федерального, регионального (в основном — субъекты федерации Санкт-Петербург, Москва, Ленинградская область), местного и муниципального уровня. Кроме правовой информации, портал также уделяет значительное внимание распространению общественно-политической информации в её связи с правовым регулированием общественных отношений.

## Информационное наполнение
В ежедневном режиме на портале представлены авторские и редакционные колонки, новости законодательства, законопроектной деятельности Санкт-Петербурга, арбитражной практики Северо-Западного федерального округа; дайджест общественно-политических СМИ Санкт-Петербурга.
Справочный инструментарий портала включает базы данных юридических фирм Санкт-Петербурга и других регионов, персоналий — специалистов юридической сферы, а также общественно-политических деятелей и государственных служащих региона, справочники налогов и государственных органов федерального и регионального уровня.
Специализированный проект портала предлагает информацию о краткосрочных образовательных программах, семинарах и конференциях, посвященных вопросам юриспруденции, налогового и бухгалтерского учёта.

## Аудитория и посещаемость
Основную аудиторию портала составляет широкая деловая общественность центральных регионов страны. Сайт представляет интерес для бухгалтеров, юристов, всех специалистов, работающим с законодательством, а также студентов и преподавателей юридических факультетов.
В 2008 году посещаемость сайта составила 4 850 834 пользователя.

## История
- 1997 год — начало функционирования правового портала. Содержание сайта составили тексты документов, новости законодательства, налоговые консультации.
- 1999 год — идёт развитие портала. Сайт пополнился новым разделом «Дайджест прессы».
- 2001 год — стартует проект «Законопроекты» — первый проект в рунете, систематически публикующий информацию о законотворческой деятельности на уровне субъекта федерации.
- 2002—2005 годы идёт интенсивное развитие портала. Сайт пополнился новым разделом «Дайджест прессы».
- 2006 год — на сайте появились несколько новых проектов: раздел «Налоги и бухучет», «Дайджест: ВерсияПроф» и «Исторический документ».
- 2007 год — появился новый раздел — «Семинары» (информация о юридических, бухгалтерских и налоговых семинарах в Санкт-Петербурге и Москве). Запущен проект «Интернет-интервью».
- 2008 год — развиваются авторские материалы. Открыты новые разделы сайта «Территория права: Санкт-Петербург» и «Территория права: Ленинградская область», «Бизнес-справочник».
- 2009 год — открыт новый раздел «Территория права: Россия». Сюжеты раздела «Дайджест прессы» появились с новыми аналитическими возможностями.

В настоящее время[когда?] портал продолжает активно развиваться.

## Разделы портала
- Законодательство (Новости законодательства, все кодексы РФ, рейтинги, правовые акты, поиск документов)
- Законопроекты Санкт-Петербурга (Новости, Законопроекты, Мониторинг деятельности Законодательного собрания СПб)
- Право и СМИ (Дайджест прессы, Дайджест: ВерсияПроф, Арбитражные споры)
- Справочная (Бизнес-справочник, Справочник персон, Справочник налогов, Справочник госорганов)
- Судебная практика (Постановления Федерального арбитражного суда Северо-Западного округа)
- Правовой клуб (Форум, Вопрос — ответ, семинары)
- Дополнительно (Рассылки, Обратная связь, Экспорт новостей, Реклама на сайте)
- Территория права (Россия, Москва, Санкт-Петербург, Ленобласть)
- Материалы экспертов (Колонка налогового консультанта Куликова, Книжный консультант, Исторический документ, Налоговый консультант, Суд да дело, Вопросы власти, Все о лизинге, Налоговый консультант, Вопросы международной торговли, С правом по жизни, Бухгалтерские будни, Документ недели, Самые опасные налоговые схемы)
- Генплан Санкт-Петербурга (Тексты, планы, схемы, карты)
- Новости компаний
- Голосования
- Курс валют